# Nadleśnictwo Konstantynowo
Nadleśnictwo Konstantynowo – jednostka organizacyjna Lasów Państwowych podległa Regionalnej Dyrekcji Lasów Państwowych w Poznaniu.
Grunty Nadleśnictwa Konstantynowo położone są w całości na terenie województwa wielkopolskiego. Swym zasięgiem obejmuje tereny sześciu powiatów: grodziskiego, kościańskiego, nowotomyskiego, poznańskiego, szamotulskiego i śremskiego oraz miasta Poznań. Powierzchnia nadleśnictwa wynosi 12 795,83 ha.